# Rissoa guérini
Rissoa guérini är en snäckart. Rissoa guérini ingår i släktet Rissoa och familjen Rissoidae. Inga underarter finns listade i Catalogue of Life.